# Naked blue star
Naked blue star（ネイキッドブルースター）は2008年10月に結成された日本のロックバンドである。
ライブを重ね、また数々のイベントにも参加し、これまでに泉谷しげる、GOING UNDER GROUND、GLORY HILL、onelifecrewとも共演を果たしている。

## メンバー
- 泉明宏 （いずみ あきひろ、1991年12月7日　血液型B型）

ギター・ボーカル・作詞作曲担当。
- 新尾恭弘 （にいお やすひろ、1991年7月30日- 血液型O型）

ベース担当。
- 松野詩織（まつの しおり、1991年4月22日- 血液型A型）

ドラムス・コーラス担当。

## 経歴
- 2008年10月 - 始動
- 2009年3月28日 - 1st自主製作音源「虹色ライン」発売。
  - 7月21日 - 心斎橋CLUB QUATTRO　ストファイHジェネ祭り09 第2次予選「関西エリア代表決定戦」出場。
  - 10月10日 - Zepp Osaka　「OSM high school music camp2009」で審査員賞受賞。
  - 12月19日 - 名古屋TELEPIA HALL　「ハッスルどライブ全国学生パフォーマンスＧＰ2009」でベストアーティスト賞受賞。
- 2010年1月7日 - 1st mini album「natural」発売。
  - 3月14日 - 京都「LIVEKIDS vol.20」で中高生部門グランプリ受賞。
  - 8月1日 - 東京ビッグサイト「閃光ライオット2010」で準グランプリ受賞。
  - 12月22日 - 地元尼崎Deepaにて初のワンマンライブ。
- 2012年8月31日 - 松野詩織の脱退表明、同ポジションで山本恵理の加入と「ロビンタワー」への改名を公式で発表。

## 関連サイト
- Naked blue star
- 尼崎Deepa